# Jean Joseph Guieu
Jean Joseph Guieu, selten Jean Guyeux (* 30. September 1758 in Champcella; † 5. Oktober 1817 in Châteauroux) war ein französischer Général de division der Artillerie. 

## Leben
Mit sechzehn Jahren kam Guieu 1774 als Kadett zur königlichen Armee. Schon bald konnte er sich durch Mut und Tapferkeit auszeichnen und wurde auch mehrfach befördert. 1791 diente er im Rang eines Capitaine in der Alpenarmee und am 4. Oktober 1793 wurde er zum Colonel befördert. Als solcher kam er für zwei Jahre Min den Stab von General Charles Pierre François Augereau und kämpfte in der Pyrenäen. 
Unter Führung von Jacques François Dugommier kämpfte Guieu in der Schlacht bei Boulou (29. April/1. Mai 1794) und in der Schlacht von Sierra Negra (17./20. November 1794). Als im Friede von Basel (22. Juli 1795) der Krieg zwischen Frankreich und Spanien beendet worden war, konnte Guieu wieder nach Frankreich zurückkehren. 
Als Napoleon 1796 seinen Italienfeldzug plante, meldete sich Guieu als Freiwilliger. Er kam unter das Kommando von General Jean Sérurier und kämpfte bei Mondovi (20./22. April 1796), Lonato (3./4. August 1796), Rovereto (4. September 1796) und Arcole (15./17. November 1796). Während der Belagerung Mantuas u. a. zusammen mit Pierre François Sauret de la Borie unter Führung Napoleons.
Nach der Schlacht bei Novi (25. August 1799) kehrte Guieu wieder nach Frankreich zurück. In den folgenden Jahren übernahm Guieu nur noch administrative Aufgaben in der Militärverwaltung. 1803 wurde er offiziell in den Ruhestand verabschiedet und er ließ sich in Châteauroux nieder. Er starb fünf Tage nach seinem 59. Geburtstag am 5. Oktober 1817 und fand dort auch seine letzte Ruhestätte.

## Ehrungen
- Sein Name findet sich am südlichen Pfeiler (24. Spalte) des Triumphbogens am Place Charles-de-Gaulle (Paris)